# أنور بشاط
 أنور بشاط (1948 الجزائر) هو لاعب كرة قدم جزائري.